# Suidlanders

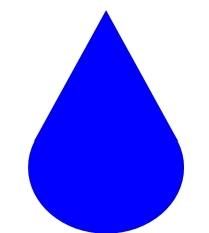
Logo der Suidlanders

Die Suidlanders, deutsch etwa „Südländer“, sind eine rechtsextreme südafrikanische Organisation, die einen Notfallplan zur Evakuierung „weißer Gläubiger“ aus dem Land medienwirksam vorbereitet. Einem Medienbericht zufolge nehmen die Suidlanders keine Menschen mit nicht-weißer Hautfarbe als Mitglieder auf; die interne Atmosphäre wird als rassistisch beschrieben. Die Gruppe beruft sich auf die Weissagungen des Buren Siener van Rensburg.
Im Zuge der Vorbereitungen zu der Fußball-Weltmeisterschaft 2010 warf die Südafrikanische Polizei der Organisation vor, Anschläge zu planen. Bei Durchsuchungen von Farmen und Privatgrund wurden Waffenlager mit Sprengstoff, Munition und Schusswaffen gefunden und ein Haftbefehl erlassen. Im Zuge von Prophezeiungen rechtsradikaler Gruppen in Südafrika, dem Tod von Nelson Mandela 2013 werde eine Apokalypse folgen, empfahlen die Suidlanders ihren Mitgliedern, „in den Urlaub“ in sichere Zufluchtsorte zu fahren, ohne allerdings so weit zu gehen, eine Evakuierung zu fordern. Christian Putsch, Afrika-Korrespondent der Tageszeitung Die Welt, nahm bei Recherchen zu den Suidlanders im Herbst 2018 eine „Lust am Untergang“ in der Gruppierung wahr. In Südafrika sei die Politisierung der Prepper-Szene deutlicher als anderswo, Suidlanders würden offen vor einem „Rassenkrieg“ warnen. Laut Gareth Newman vom südafrikanischen Institute for Security Studies mache die Gruppe „wohl nicht zuletzt aus finanziellen Gründen viel Lärm im Ausland“; Zielgruppe seien „rechte Organisationen“, die „die Nachricht gerne weiter“ geben würden, „weil sie rassistische Feindbilder unterstützen, mit denen sie gegen eine liberale Flüchtlingspolitik vorgehen“. In einem Interview im WDR-Magazin „Monitor“ beschreibt er sie wörtlich als eindeutig rechtsradikale, völkische Organisation. Laut dieser Reportage stehen die Suidlanders unter der Beobachtung der südafrikanischen Sicherheitsbehörden, haben als Beobachter an den gewaltsamen Neonazi-Demonstrationen in Charlottesville (USA) teilgenommen und sich mit dem ehemaligen Ku-Klux-Klan Chef David Duke getroffen, was nachträglich als Versehen bezeichnet wurde: Man habe nicht gewusst, mit wem man sich da getroffen habe. Gleichzeitig bezeichnete die Organisation selbst Berichte über Schulden des Suidlanders-Chefs Gustav Muller als „Lügen der kontrollierten Opposition“.
Die Bewegung beziffert ihre Unterstützerzahl selbst mit rund 130.000 Anhängern, ohne jedoch über eine Mitgliederliste zu verfügen. Rekrutiert werden die lose organisierten Unterstützer vor allem aus den Buren, von denen rund drei Millionen in Südafrika leben.
2018 absolvierte der deutsche AfD-Bundestagsabgeordnete Petr Bystron während einer auf Kosten des Bundestags durchgeführten Dienstreise ein Schießtraining mit Mitgliedern der Gruppe.